# Капитан Сорокин (ледокол)
«Капита́н Сорокин» — российский ледокол, один из четырёх ледоколов класса «Капитан Сорокин», построенных финской верфью «Вяртсиля».
Судно названо в честь полярника, генерал-директора Северного морского пути третьего ранга Михаила Яковлевича Сорокина.
В 1978—1997 гг. базировался в Мурманске. Работал круглогодично на трассе Мурманск — Дудинка.
С 1997 года ледокол принадлежит ФГУП «Росморпорт» и портом приписки стал Санкт-Петербург. В сезон зимней навигации работает в Финском заливе.
В конце 1990-х прошел переоборудование на верфи в Германии с изменением формы носа.